# Sigma Serpentis
Sigma Serpentis ((σ Ser, σ) è una stella della costellazione del Serpente di magnitudine 4,82, distante 89 anni luce dal sistema solare.
La velocità radiale (-49,8 km/s) negativa indica che la stella si sta velocemente avvicinando alla Terra, e tra circa 455.000 anni raggiungerà la distanza minima, a circa 35 anni luce dal Sole, e la max magnitudine visuale di 2,82.

## Caratteristiche fisiche
Si tratta di una Supergigante bianca, di classe spettrale F0-V, con una massa 1,6 volte quella Solare e un raggio di 1,4 volte rispetto a quello della nostra stella.
La temperatura superficiale è attorno ai 7110 K e la sua metallicità è pari a +0,09 (123% di quella del Sole), mentre l'età della stella appare molto inferiore a quella del Sole ed è stimata sui 1,4 miliardi di anni o poco più.
Molto probabilmente si tratta di una stella singola con elevato moto proprio.